# الفأر الآلي
الفأر الموجه عن بعد، المعروف باسم الفأر الآلي ، هو فأر به أقطاب كهربائية مزروعة في حزمة الدماغ الأمامي الإنسية (MFB) والقشرة الحسية الحركية في دماغه. تم تطويره في عام 2002 من قبل سانجيف تالوار وجون تشابين في مركز داخل الولاية الطبي - كلية الطب جامعة ولاية نيويورك. ترتدي الفئران حقيبة ظهر إلكترونية صغيرة تحتوي على مستقبل راديو ومحفز كهربائي. يتلقى الجرذ تحفيزًا عن بعد في القشرة الحركية عبر حقيبة الظهر الخاصة به، مما يتسبب في شعور الجرذ بإحساس في شعيراته اليمنى أو اليسرى، والتحفيز في حزمة الدماغ الأمامي الإنسي الذي يتم تفسيره على أنه مكافأة أو متعة.
بعد فترة من التدريب والتكييف باستخدام تحفيز MFB كمكافأة، يمكن توجيه الفئران عن بعد للتحرك إلى اليسار واليمين والأمام استجابةً لإشارات التحفيز الطولي. كما من الممكن توجيه الحيوان تقريبًا على طول مسار العوائق، والقفز على الفجوات الصغيرة وتسلق العوائق.

## التطبيقات
حاليًا، يتم تدريب الفئران الآلية بشكل أساسي على اكتشاف المتفجرات في المناطق التي لا يستطيع فيها البشر والروبوتات الموجودة البحث بكفاءة، مثل الحشود وسفن الشحن. تشمل الاستخدامات المحتملة الأخرى للفأر الآلي عمليات البحث والإنقاذ بعد وقوع كارثة طبيعية والاستطلاع العسكري واكتشاف الألغام الأرضية. تم تصميم كاميرا وجهاز إرسال وجهاز استقبال مثبتة على حقائب ظهر الفئران لتسهيل هذه الأغراض.
ومع ذلك، فقد تم اقتراح أنه من خلال تفسير الإشارات البيولوجية مباشرة من دماغ الفئران، يمكن الحصول على معلومات إضافية دون استخدام معدات خارجية. يمكن استخدام هذا، على سبيل المثال، لاكتشاف السموم الكيميائية والبيولوجية في الهواء من خلال حاسة الشم لدى الفئران.
بالإضافة إلى ذلك، فإن هذه الفئران لها تطبيقات أخرى في العلوم البحتة. إنه بمثابة نموذج تجريبي جديد للدراسات السلوكية في علم النفس. يعد تحفيز MFB أداة قيمة في البحث السلوكي، لكن البحث التقليدي باستخدام تحفيز MFB يتطلب أن تكون حيوانات الاختبار محصورة داخل غرفة تجريبية. يتم تجنب هذه الصعوبة لأن الجرذ الآلي يمكن توجيهه لاسلكيًا.
لقد أتى التمويل الرئيسي لتطوير الجرذ الآلي من  داربا.

## الأخلاقيات
أثارت مجموعات حقوق الحيوان مخاوف بشأن استخدام الحيوانات في هذا السياق، لا سيما بسبب القلق بشأن إزالة الاستقلالية عن كائن مستقل. على سبيل المثال، قال متحدث باسم جمغية دكتور هادوين، وهي مجموعة تمول بدائل لأبحاث الحيوانات في الطب، إن التجارب هي «مثال مروع على كيفية قيام الأنواع البشرية باستغلال الأنواع الأخرى». 
 
يميل الباحثون إلى تشبيه آلية تدريب الجرذ الآلي بتقنيات التكييف الفعالة القياسية. اعترف تالوار نفسه بالقضايا الأخلاقية الواضحة في تطوير الجرذ الآلي، لكنه أشار إلى أن البحث يفي بمعايير علاج الحيوانات التي وضعها المعهد الوطني للصحة.
علاوة على ذلك، يؤكد الباحثون أن الحيوانات مدربة، وليس إكراهًا، على سلوكيات معينة. نظرًا لأنه يتم تشجيع الفئران على التصرف من خلال مكافأة المتعة، وليس إجبارها عضليًا على التصرف بطريقة معينة، فإن سلوكها في ظل تحفيز MFB يشبه نموذج العصا والجزرة للسلوك المشجع مقابل نظام التحكم في العقل. يبدو من غير المحتمل أن يتم إقناع الفئران بالمخاطرة بحياتهم عن عمد حتى مع هذا التحفيز. قال تالوار: «كانت حيواناتنا سعيدة تمامًا وعوملت بشكل جيد» 
تذكرنا هذه التقنية بالتجارب التي أجراها الدكتور خوسيه ديلجادو في عام 1965، وهو عالم مثير للجدل كان قادرًا على تهدئة ثور مشحون عبر أقطاب كهربائية مثبتة في دماغه. كما قيل إنه يتحكم في القطط والقرود مثل «الألعاب الإلكترونية». قام الطبيب روبرت جالبريث هيث أيضًا بوضع أقطاب كهربائية في أعماق أدمغة المرضى وكتب مئات الأوراق الطبية عن عمله.

## انظر ايضاً
حيوانات التحكم عن بعد

## روابط خارجية
- مقالة خاصة من بي بي سي نيوز على Ratbots
- مقال يناقش روبوتات الجرذان
- الإعلان الأصلي عن Ratbot
- مقال عالم جديد على Ratbots